# Plectranthias japonicus
Plectranthias japonicus, thường được gọi là cá mú Nhật, là một loài cá biển thuộc chi Plectranthias trong họ Cá mú. Loài này được mô tả lần đầu tiên vào năm 1883. Danh pháp khoa học của loài cá này được đặt theo tên của nơi đầu tiên tìm thấy chúng, Nhật Bản.

## Phân bố và môi trường sống
P. japonicus có phạm vi phân bố rải rác ở vùng biển Tây Thái Bình Dương. Loài này được tìm thấy ở Nhật Bản và Úc, gần đây được ghi nhận tại vùng biển Indonesia ở phía đông Ấn Độ Dương với độ sâu được ghi nhận trong khoảng 200 m.

## Mô tả
Chiều dài cơ thể lớn nhất của P. japonicus được ghi nhận kích thước khoảng 15 cm, nhưng thường thấy ở khoảng 12 cm. Màu sắc khi mẫu vật còn tươi: Cơ thể có màu đỏ tươi phớt vàng; có các đốm dọc theo lưng màu vàng cam đậm. Các vây có màu vàng nhạt và hồng nhạt. Vây bụng không chạm đến được hậu môn. Vây đuôi xẻ thùy hoặc được bo tròn. Màu sắc của các mẫu vật đã được ngâm rượu: màu trắng nhạt với một vài đốm đen dọc vùng lưng (rất mờ trên một số mẫu vật).
Số gai ở vây lưng: 10 (gai thứ 4 hoặc 5 thường dài nhất); Số tia vây mềm ở vây lưng: 14 - 16; Số gai ở vây hậu môn: 3; Số tia vây mềm ở vây hậu môn: 6 - 7; Số tia vây mềm ở vây ngực: 15 - 17; Số tia vây mềm ở vây đuôi: 14 - 15.